# Taenaris automola
Taenaris automola är en fjärilsart som beskrevs av Kirsch 1877. Taenaris automola ingår i släktet Taenaris och familjen praktfjärilar. Inga underarter finns listade i Catalogue of Life.